# Severomorsk-3
Severomorsk-3 (en russe : Североморск-3) est une localité de l'okroug urbain de Severomorsk (une ZATO) de l'oblast de Mourmansk, en Russie arctique. Sa population s'élevait à 2 642 habitants au recensement de 2021.

## Géographie
Le village de Severomorsk-3 se situe dans l'oblast de Mourmansk, un oblast de la Laponie, en Russie arctique, et il fait partie du district fédéral du Nord-Ouest. Le village fait partie de l'okroug urbain de Severomorsk une subdivision de l'oblast.  
Severomorsk-3, comme tout l'oblast de Mourmansk, est située dans le fuseau horaire MSK (heure de Moscou). Le décalage horaire appliqué par rapport au temps universel coordonné est +03:00.

## Démographie
Recensements (*) et estimations de la population,:
| 2002 * | 2010* | - | - |
| ------ | ----- | - | - |
| 3 125  | 2 642 | - | - |

Concernant les ethnies, en 2002, sur les 3 125 habitants, il y avait 71 % de Russes.